# 陈埭丁氏宗祠
24°49′36″N 118°36′20″E / 24.82667°N 118.60556°E
陈埭丁氏宗祠位于中国福建省晋江市陈埭镇岸兜村，2006年被列为第六批全国重点文物保护单位。
丁氏远祖为阿拉伯人，明初定居此地。丁氏宗祠始建于明永乐年间，嘉靖三十九年（1560年）毁于兵燹，万历二十八年（1600年）重建。1985年被辟为晋江县博物馆陈埭回族史馆。丁氏宗祠整体布局呈“回”字形，正厅位于中部，四周为门厅、后厅和两侧廊庑，占地1359平方米。正厅面阔三间，进深五间，抬梁穿斗混用式木构架。